# Lagos Open 1981
Il Lagos Open 1981 è stato un torneo di tennis facente parte della categoria ATP Challenger Series nell'ambito dell'ATP Challenger Series 1981. Il torneo si è giocato a Lagos in Nigeria dal 2 all'8 marzo 1981 su campi in cemento.

## Vincitori

### Singolare
Larry Stefanki ha battuto in finale  Peter Feigl con il punteggio di 5–7, 6–3, 6–0

### Doppio
Bruce Kleege /  Larry Stefanki hanno battuto in finale  Ian Harris /  Craig Wittus con il punteggio di 6–2, 3–6, 6–3